# Punto de Exeter
En geometría, el punto de Exeter es un punto especial asociado con cualquier triángulo. Es uno de los puntos característicos o "centros" de un triángulo, designado como centro X(22) en la Enciclopedia Clark Kimberling de Puntos Notables del Triángulo. Fue descubierto en un taller de matemáticas por ordenador en la Academia Phillips Exeter en 1986 (la ciudad de Exeter, sede de la academia , pertenece al estado de New Hampshire).
Es uno de los puntos notables de un triángulo definidos más recientemente, a diferencia de los puntos clásicos como el centroide, el incentro, o el punto de Steiner, conocidos en algunos casos desde la más remota antigüedad.

## Definición

El punto de Exeter se define como sigue:
Sea ABC un triángulo cualquiera dado. Trácense las medianas a través de los vértices A, B y C; conocida la circunferencia circunscrita del triángulo ABC, se obtienen sus intersecciones A', B'  y C' con las medianas. Se construye el triángulo DEF, formado por las tangentes en A, B, y C a la circunferencia anterior (siendo D el vértice opuesto al lado formado por la tangente en el vértice A; E el vértice opuesto al lado formado por la tangente en el vértice B; y F el vértice opuesto al lado formado por la tangente en el vértice C). Las líneas a través de DA', EB'  y FC' son concurrentes, y su punto de intersección es el punto de Exeter del triángulo ABC.

## Coordenadas trilineales
Las coordenadas trilineales del punto de Exeter son:
( a ( b4 + c4 - a4 ), b ( c4 + a4 - b4 ), c ( a4 + b4 - c4 ) )

## Propiedades
- El punto de Exeter del triángulo ABC pertenece a la recta de Euler (la línea que pasa a través del centroide, el ortocentro y el circuncentro) del triángulo ABC.